# 靈通寺
靈通寺位於朝鮮江原道五關山上，距離開城市中心約10公里路程，佔地約60,000多平方公呎，始建於高麗時代的著名的佛教寺廟。它亦是朝鮮的天台宗的創始人大覺禪師（他原是高麗王朝第11代君主文宗的第四位兒子義天王子，在11歲時削髮為僧，並曾在開城靈通寺住了20年。）生前居住的地方，現時還有遺留下他的墓穴及浮屠，他曾經編撰了許多佛教書籍，並出版發行了大批高麗續藏經。

## 歷史
可惜在16世紀未期，它在戰爭裡遭受破壞，只剩下佛塔、銘刻義天禪師履歷的“大覺國師碑”、幢竿支柱等遺蹟。在近期，由金正日發起重建開城靈通寺的行動，以保留古蹟及發展觀光事業，由朝鮮社會科學院考古學研究所與日本的大正大學聯合開發，他們花了約3年時間來發掘近60,000多平方公呎的遺址。並經平壤建設建材大學等專家通過學術復原研究完成了復原設計及以彩色繪圖演示。重建工程在公元2000年開始動工，在4,000多平方公呎的土地上，復原了26幢建築物，並修建了現代化道路、橋樑、能停泊觀光大客車的停車場，以及120,000平方公呎的綠化園林。在公元2005年10月31日，重建開城靈通寺的工程竣工。

## 建築
重建後的開城靈通寺由出入口、主建築群、禪房及浮屠所組成，主建築群由東西兩組廂房所組成，西廂由南門、屏門、普光院、重閣院、崇福院，東廂由菩薩殿、榮寧院。其中“普光院”裡有3尊佛像及古畫展覽。